# 小林右京
小林 右京（こばやし うきょう、1999年5月8日 - ）は、日本のシンガーソングライター。愛知県名古屋市出身。バンド「歴史は踊る」「Sad Happy Birthdays」のメンバーとしても活動している。

## 経歴
- 2018年5月6日、愛知県稲沢市で開催されたNHKのど自慢本戦に出場。スピッツの「チェリー」を歌い、奇抜なパフォーマンスと「まあ、私がチェリーボーイなんですけど」というセリフで注目を浴びる[2][3]。
- 2021年5月22日、THE FIRST TAKEのオーディションTHE FIRST TAKE STAGE[4]のセミファイナリスト14名に選ばれ[5]、Twitterトレンド入りを果たす。「顔が良いやつは音楽をやるな」動画が100万回再生されるが、のちに削除される。
- 2021年11月3日「顔が良いやつは音楽をやるな」の新バージョンで、ソニー・ミュージックより配信デビューすることが決定[6]。
- 2022年3月、南山大学総合政策学部卒業。

## 人物・エピソード
- ポケモンカードゲームが大好きで、YouTubeによく開封動画をアップしている。
- Twitterに王の朝食、王のブランチ、王の夕食を定期的に投稿している[7]。
- Frank Zappaを中学生の時から敬愛[8]。The Kinks、Blur、King Crimsonなどが好き[8]。
- 「顔が良いやつは音楽をやるな」は、今は仲が良いシンガーソングライター・小林私をモデルに2020年6月に生まれた楽曲。作成当時は面識もなく、ネットで見かけた“めちゃくちゃ顔が良い”、同じ苗字の彼に対する、ただの僻みから20分くらいで制作された。

## ディスコグラフィ

### 配信限定シングル
| #                          | 発売日         | タイトル                                           | 規格                   | 備考                                           |              |              |
| インディーズ               | インディーズ   | インディーズ                                       | インディーズ           | インディーズ                                   | インディーズ | インディーズ |
| -------------------------- | -------------- | -------------------------------------------------- | ---------------------- | ---------------------------------------------- | ------------ | ------------ |
| 1st                        | 2020年6月13日  | 顔が良いやつは音楽をやるな (Acoustic Full Version) | デジタル・ダウンロード | 宅録の一発撮り音源である。                     |              |              |
| 2nd                        | 2020年12月15日 | 仮面なしじゃ生きられない                           | デジタル・ダウンロード |                                                |              |              |
| 3rd                        | 2021年8月3日   | 「皆は赤ちゃん好き？」                             | デジタル・ダウンロード |                                                |              |              |
| ソニー・ミュージック (RED) |                |                                                    |                        |                                                |              |              |
| 4th                        | 2021年11月3日  | 顔が良いやつは音楽をやるな                         | デジタル・ダウンロード | 後藤次利が編曲を手掛けたリアレンジバージョン。 |              |              |

### EP
| 1st | 2020年8月18日 | First Demo | デジタル・ダウンロード |

### 歴史は踊る
配信限定シングル
・1st Single『愛の歌嫌いや』（2022年）
・2nd Single『Dancing In The Rain』（2022年）
・3rd Single『Break Time』（2022年）
・4th Single『AIR』（2023年）
・5th Single『パラノイア』（2025年）
EP
・1st EP『歴史は踊る』（2021年）
アルバム
・1st Album『Life-Size』（2023年）

### Sad Happy Birthdays
配信限定シングル
・1st Single『Day For You』（2024年）
・2nd Single『Tracking It Down』（2024年、小林右京作曲）
・3rd Single 『That Aesthetic Girl』（2025年）
会場限定シングル
『Sad Happy Birthdays』（2024年、3曲入り）